# Tempio di Giunone Regina (Aventino)

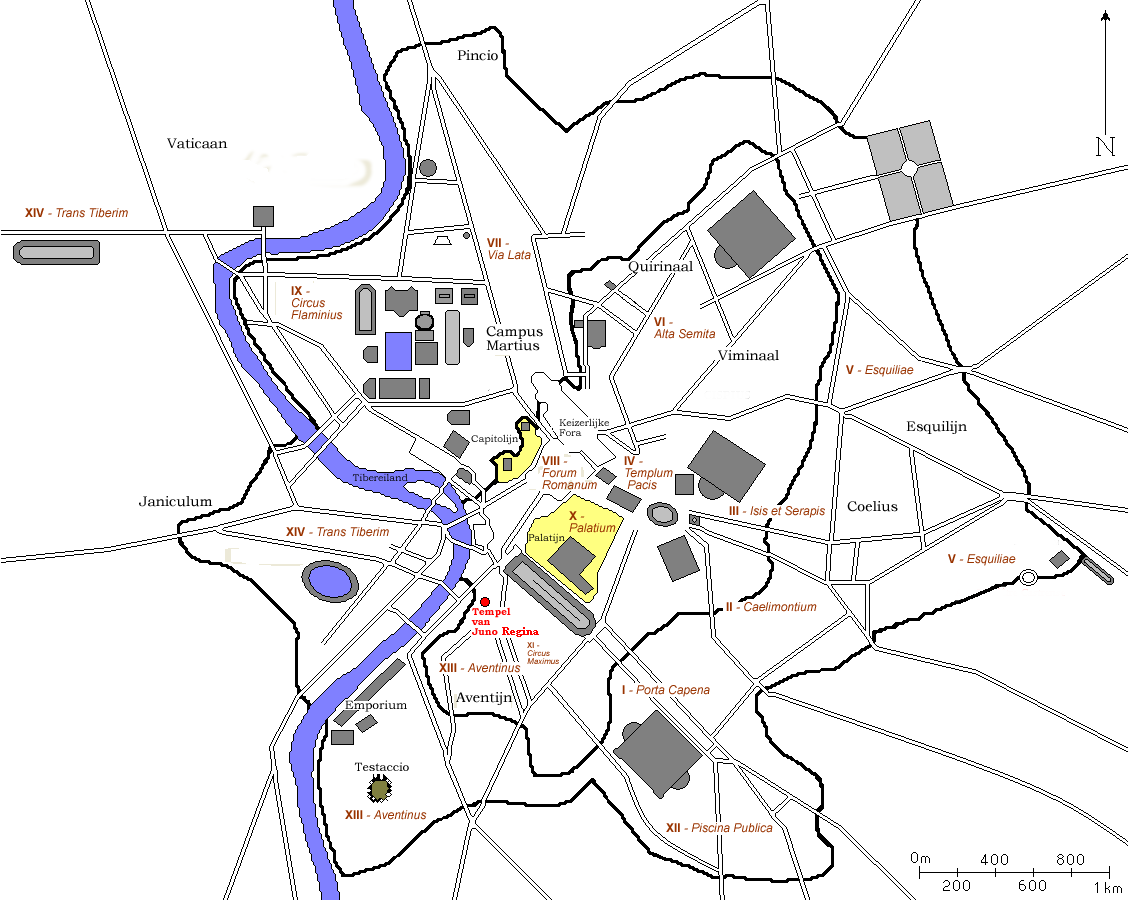
Mappa dell'antica Roma raffigurante la posizione del tempio

Il tempio di Giunone Regina sull'Aventino (in latino: templum o aedes Iuno Regina) era un tempio dell'antica Roma, dedicato sul colle Aventino alla dea Giunone.

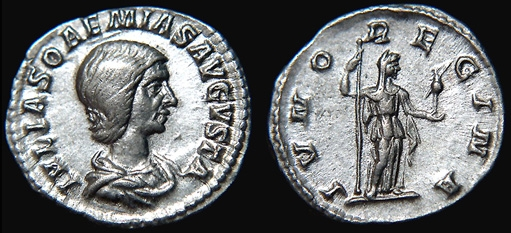
Moneta di Giulia Soemia raffigurante al rovescio Giunone Regina

Marco Furio Camillo fece voto di erigere un tempio a Giunone "Regina di Veio" prima della conquista di Veio nel 396 a.C. Dopo la conquista sciolse il voto, costruendo un tempio alla dea sull'Aventino, dove era custodita la statua in legno della dea portata via da Camillo stesso dalla città sconfitta (la consacrazione avvenne il 1º settembre del 392 a.C.); in seguito il tempio è nominato ripetutamente in relazione a doni o sacrifici conseguenti a prodigia. Il tempio fu restaurato da Augusto, ma non è menzionato ulteriormente dalle fonti.
Il tempio si trovava nella parte superiore del clivus Publicius; due iscrizioni di pertinenza alla processione lustrale del 207 a.C. sono state ritrovate nei pressi della basilica di Santa Sabina (CIL VI, 364 e CIL VI, 365). All'interno della basilica di Santa Sabina nel V secolo furono ricollocate 24 colonne corinzie del tempio di Giunone Regina.